# Roby Rogiers
Roby Rogiers (14 juni 1997) is een Belgisch basketballer die speelt als center.

## Carrière
Rogiers speelde in de jeugd van Olicsa Antwerpen, Musketiers Vremde en Red Vic Wilrijk. Van 2013 tot 2016 speelde hij voor het tweede elftal van Oostende in de tweede klasse van het basketbal. Hij besluit in 2016 over te stappen naar de Antwerp Giants waar hij in zijn eerste seizoen nog steeds aantreed in de tweede klasse maar al negen keer speelde voor de eerste ploeg. In zijn tweede seizoen blijft dit ongeveer hetzelfde en besluit hij op het einde van het seizoen over te stappen naar de Leuven Bears. Bij Leuven krijgt hij meer speelkansen en speelt een heel seizoen. 
Ondanks het goede seizoen besluit hij toch terug te keren naar Antwerp. Hij krijgt opnieuw minder speelkansen en door een aanslepende scheenbeenblessure moet hij geopereerd worden waardoor hij drie maanden out was en het seizoen gedaan was voor hem. In 2023 won hij voor een tweede keer de beker van België. In de zomer van 2024 verliet hij de Giants en tekende opnieuw bij Leuven Bears.

## Erelijst
- Beker van België: 2020, 2023